# Parau (Nouvelle-Zélande)
Parau est une banlieue de la cité d’Auckland, située dans l’île du Nord de la Nouvelle-Zélande.

## Gouvernance
Parau est sous la gouvernance locale de la ville du Conseil de la cité de Waitakere. C’est une communauté côtière proche de la localité de Titirangi

## Description
Parau est formée de la rue ‘Huia Road’, d’une autre rue en boucle nommée ‘Rauhuia Crescent’ et de 2 cul de sacs, ‘Staley Road’ et ‘Shirley Road’.
Elle consiste aussi en une plage propre et sécurisée appelée « Armour Bay» où les habitants peuvent pratiquer le tennis, et la natation dans le mouillage de  Manukau Harbour, qui fait le tour de la plage.